# Guido Calogero
Guido Calogero (* 4. Dezember 1904 in Rom; † 17. April 1986 ebendort) war ein italienischer Philosoph, Philosophiehistoriker, Essayist und Politiker.
Nach einem Studium der Philosophie an der Universität La Sapienza, Rom, bei Giovanni Gentile wurde Calogero 1925 mit einer Dissertation promoviert, die er 1927 unter dem Titel I fondamenti della logica aristotelica veröffentlichte. Er hatte schließlich Professuren an der Universität Florenz (1931–1934), der Universität Pisa (1934–1950) und der Universität La Sapienza (von 1950 an) inne. Calogero war entschiedener Gegner das Faschismus und wurde deswegen 1942 ins Gefängnis geworfen. Als enger Schüler von Giovanni Gentile war er Theoretiker und Animator des italienischen Sozialliberalismus. Auf philosophiegeschichtlichem Gebiet arbeitete Calogero zur antiken, insbesondere aristotelischen Logik und zu den Eleaten.

## Schriften (Auswahl)
Philosophische Schriften
- Jüngste italienische Philosophie. Petrarca-Haus, Köln 1935.
- La logica del giudice e il suo controllo in Cassazione. Padua 1937, 2. Aufl. 1960.
- La conclusione della filosofia del conoscere. 1938, 2. erweiterte Aufl. 1960.
- La scuola dell’uomo. 1939, 2. erweiterte Aufl. 1956.
- Il metodo dell’economia e il marxismo. Florenz 1944.
- Difesa del liberalsocialismo. Rom 1945.
- Saggi di etica e di teoria del diritto. Bari 1947.
- Lezioni di filosofia. 3 Bände, Turin 1946–1948.
  - I: Logica, gnoseologia, ontologia. 1948.
  - II: Etica, giuridica, politica. 1946.
  - III: Estetica, semantica, istorica. 1947.
- Logo e dialogo. Mailand 1950;
- La filosofia di Bernardino Varisco. Messina 1950.
- Scuola sotto inchiesta. Turin 1957.
- Verità e libertà. Palermo 1960.
- Filosofia del dialogo. Mailand 1962.
- mit Ugo Spirito: Ideale del dialogo o ideale della scienza? 1966.
- Quaderno laico. Bari 1967.
- Le regole della democrazia e le ragioni del socialismo. Rom 1968.
- Laïcisme et dialogue. Textes réunis, traduits et présentés par Evelyne Buissière. 2007.

Philosophiegeschichtliche Arbeiten
- I fondamenti della logica aristotelica. Florenz 1927, Nachdr. 1962, 1968.
- Studi sull’eleatismo. Rom 1932, zweite Aufl. Florenz 1977.
  - Deutsche Übersetzung: Studien über den Eleatismus. Wissenschaftliche Buchgesellschaft, Darmstadt 1970.
- Storia della logica antica. Band I, 1967.
- Scritti minori di filosofia antica. 1985.
- Le ragioni di Socrate. A cura di Aldo Brancacci. Mimesis edizioni, Sesto San Giovanni 2019.